# Abu Kamal
Abu Kamal (in arabo أبو كمال) o Al-Bukamal (in arabo البوكمال) è una città sul fiume Eufrate facente parte del Governatorato di Deir el-Zor. È situata nella Siria orientale vicino al confine con l'Iraq ed è il centro amministrativo del distretto di Abu Kamal e dell'omonimo sottodistretto locale. A sud-est della città si trova il confine di al-Qa'im che attraversa la città di Husaybah nel distretto di Al-Qa'im del Governatorato di al-Anbar in Iraq.